# Paolo De Castro

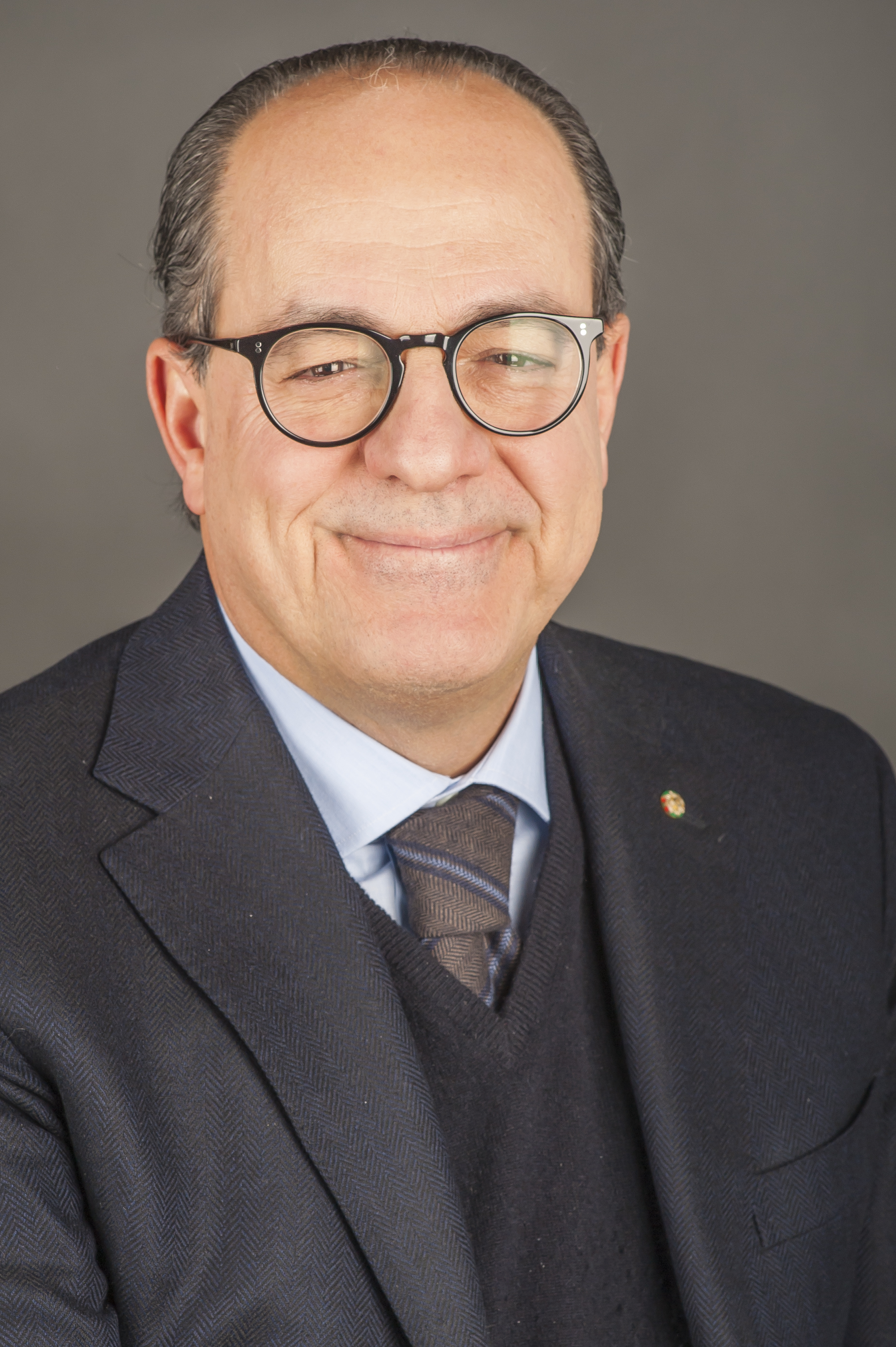
Paolo De Castro (2014)

Paolo De Castro (* 2. Februar 1958 in San Pietro Vernotico, Provinz Brindisi) ist ein italienischer Politiker der Partito Democratico (PD). Er war 1998–2000 und erneut 2006–2008 Land- und Forstwirtschaftsminister. Seit 2009 ist er Mitglied des Europäischen Parlaments.

## Werdegang
Als Sohn einer Agrarunternehmerfamilie ist De Castro von Kind an mit der landwirtschaftlichen Kultur seiner Heimatregion Salento (dem „Absatz“ des italienischen Stiefels) vertraut. So befasste er sich schon früh mit dem Anbau von Wein, Oliven, Tabak, Baumwolle u. a. und konnte sein leidenschaftliches Interesse später für ein Studium der Agrarwissenschaft an der Universität Bologna nutzen. Nach seinem Abschluss im Jahr 1980 entschied er sich für eine akademische Karriere und lehrt seitdem in seinem Fach als ordentlicher Professor in Bologna.
Nach ersten politischen Erfahrungen im Partito Liberale Italiano in jungen Jahren schloss sich De Castro später dem Mitte-links-Bündnis L’Ulivo von Romano Prodi an. Von 1996 bis 1998 war er Wirtschaftsberater Prodis, der in dieser Zeit italienischer Ministerpräsident war. Von Oktober 1998 bis April 2000 leitete er das Landwirtschaftsministerium in den beiden Regierungen von Massimo D’Alema. Eine weitere Beraterfunktion für Romano Prodi hatte er von Juni bis Dezember 2000 in dessen Zeit als EU-Kommissionspräsident inne. Von 1999 bis 2002 war De Castro Mitglied der von Prodi initiierten, sozialliberalen Partei I Democratici, anschließend bis 2007 bei deren Nachfolgepartei Democrazia è Libertà – La Margherita.
Von 2001 bis 2004 leitete er das Wirtschaftsinstitut Nomisma in Bologna und war zudem Hauptschriftleiter von agrarwissenschaftlichen Fachzeitschriften (Rivista di Politica Agricola Internazionale und Genio Rurale). Über die Liste des Wahlbündnisses L’Ulivo wurde De Castro im April 2006 in die Abgeordnetenkammer gewählt, wo er seine Heimatregion Apulien vertrat. Von Mai 2006 bis Mai 2008 war er zum zweiten Mal mit dem Landwirtschaftsressort in der Mitte-links-Regierung Prodi II betraut. In dieser Zeit fusionierte die Margherita-Partei 2007 mit den Democratici di Sinistra zur Mitte-links-Sammelpartei PD, der De Castro seither angehört. Bei der Parlamentswahl 2008 wurde er – wieder als Vertreter Apuliens – in den italienischen Senat gewählt. Dort fungierte er bis zu seinem Ausscheiden im Juli 2009 als stellvertretender Vorsitzender des Landwirtschafts- und Ernährungsausschusses.
Bei der Europawahl in Italien 2009 erreichte De Castro einen Sitz im Europäischen Parlament, wo er sich der Fraktion der Progressiven Allianz der Sozialdemokraten (S&D) anschloss. In der Legislaturperiode 2009–2014 war er Vorsitzender des Ausschusses für Landwirtschaft und ländliche Entwicklung. Zudem war er Delegierter für die Beziehungen zum Palästinensischen Legislativrat sowie für die Beziehungen zu den Vereinigten Staaten. Nach seiner Wiederwahl 2014 gehörte De Castro weiter dem Landwirtschaftsausschuss (dessen stellvertretender Vorsitzender er 2017–19 war) sowie der Delegation für die Beziehungen zu den Vereinigten Staaten an. 2019 wurde er für eine weitere Amtszeit wiedergewählt.